# Десіслава Танєва
Десислава Жеков Танева, болг. Десислава Жекова Танева (нар. 9 червня 1972, Слівен) — болгарська економістка, юристка і політикиня, депутатка, у 2014—2017 і 2019—2021 роках міністерка сільського господарства.

## Життєпис
Вона є випускницею економічного факультету Університету національної та світової економіки в Софії та юридичного факультету БДУ. Працювала менеджеркою у комплексі зернових комбінатів у Слівені (1995—1996) та генеральною менеджеркою у Mel Invest Holding, що займався виробництвом борошна та зерна (з 1997).
У 2007 році зайнялася політичною діяльністю. Від списку партії ГЕРБ отримала мандат депутатки міської ради рідного міста, а потім була обрана її президенткою. Також успішно стартувала на парламентських виборах у 2009 році зі Слівенського виборчого округу. Її партія перемогла на виборах, і Десіслава Танева стала депутаткою Національних зборів на 41-й термін. У сформованому лідером партії уряді вона мала отримати портфель міністра сільського господарства, але за кілька годин до призначення кабінету подала у відставку, пояснивши це необхідністю зосередитися на виконанні депутатських повноважень. Продовжила депутатську діяльність, переобравшись на наступних виборах у 2013 та 2014 роках. Після останнього вона прийняла другу кандидатуру на посаду міністра сільського господарства в другому уряді Бойка Борисова. Обіймала цю посаду з листопада 2014 року по січень 2017 року.
У березні того ж року її знову обрали до болгарського парламенту. У травні 2019 року вона повернулася на посаду міністра сільського господарства в третьому кабінеті лідера своєї партії, яку обіймала до травня 2021 року.
У квітні 2021, липні 2021, листопаді 2021 і жовтні 2022 вона зберегла свій мандат депутата на наступні терміни.